# Chaetomyces
Chaetomyces — рід грибів родини Laboulbeniaceae. Назва вперше опублікована 1893 року.

## Класифікація
До роду Chaetomyces відносять 2 види:
- Chaetomyces pinophili
- Chaetomyces pterogenii